# سترورلیکس
سترورلیکس (INN ،BAN)، یا سترورلیکس استات (USAN ،JAN)، که با نام تجاری Cetrotide فروخته می‌شود، یک آنتاگونیست تزریقی هورمون آزادکننده گنادوتروپین(GnRH) است. این دارو از نظر شیمیایی یک دکاپپتید سنتزی است که در تولید مثل کمکی برای مهار افزایش زودرس هورمون لوتئینی استفاده می‌شود. این دارو با مسدود کردن عملکرد GnRH بر هیپوفیز عمل می‌کند، بنابراین به سرعت تولید و عملکرد هورمون لوتئینی (LH) و هورمون محرک فولیکول (FSH) را سرکوب می‌کند. علاوه بر این، سترورلیکس را می‌توان برای درمان سرطان‌های حساس به هورمون از جمله پروستات و پستان (در زنان قبل از یائسگی) و برخی اختلالات خوش‌خیم زنان (اندومتریوز، فیبروم رحم و نازک شدن آندومتر) استفاده کرد. به صورت مضرب ۰٫۲۵ میلی‌گرم تزریق زیر جلدی روزانه یا به صورت تک دوز ۳ میلی‌گرم تزریق زیر جلدی، تجویز می‌شود. مدت زمان مصرف ۳ میلی‌گرم تک دوز، چهار روز است. اگر گنادوتروپین جفتی انسانی (hCG) طی چهار روز تجویز نشود، روزانه ۰٫۲۵ میلی‌گرم دوز شروع می‌شود و تا زمان تجویز hCG ادامه می‌یابد.

## مصارف پزشکی
سترورلیکس توسط مرک سیرانو برای استفاده در لقاح مصنوعی در همه کشورها به جز ژاپن (که توسط شیونوگی و نیپون کایاکو عرضه می‌شود)، به بازار عرضه می‌شود. در استفاده از IVF، پس از شروع تحریک فولیکول و نزدیک شدن شواهدی از بلوغ فولیکول، روزانه تزریق می‌شود. با مصرف روزانه، می‌تواند از افزایش LH درون زا که باعث تخمک گذاری نابهنگام قبل از تجویز هاش سی جی توسط پزشک معالج شود، جلوگیری کند. به عنوان جایگزینی برای آنتاگونیست GnRH، آگونیست GnRH نیز می‌تواند تجویز شود، اما آگونیست باید زودتر شروع شود تا بر اثر آگونیستی غلبه کند. سترورلیکس را می‌توان با فولیتروپین آلفا بدون به خطر انداختن ایمنی و اثربخشی گزارش شده، مخلوط کرد.

## موارد منع مصرف
استفاده از ستررولیکس در نارسایی شدید کلیوی منع مصرف دارد. این دارو برای زنان ۶۵ سال یا بالاتر در نظر گرفته نشده‌است. مصرف در زنان مبتلا به شرایط آلرژیک شدید توصیه نمی‌شود. در زنان مبتلا به آلرژی فعال یا سابقه آلرژی با احتیاط مصرف شود.